# Caterina, la prima moglie
Caterina, la prima moglie è un romanzo di Philippa Gregory ambientato tra gli ultimissimi anni del XV secolo e i primi decenni del XVI secolo, che fa un passo indietro e narra la storia di Caterina, prima moglie di Enrico VIII.

## Trama
Caterina d'Aragona, figlia dell'indomita e battagliera Isabella di Castiglia e di Ferdinando d'Aragona, fin dall'età di tre anni viene educata per divenire principessa d'Inghilterra, in quanto futura moglie di Arturo Tudor, figlio di Enrico VII. Quando giunge in Inghilterra, ancora giovane, Caterina rimpiange la sua sorridente terra ma, inaspettatamente, s'innamora di suo marito, il giovane Arturo, che la ricambia con passione. Quando il principe muore di malattia, però, Caterina sente vacillare il trono e finirà in sposa al fratello minore di Arturo, il celebre Enrico VIII. Il libro è scritto nella prospettiva di Caterina, come un diario: narra di sua madre Isabella di Castiglia, del suocero Enrico VII, della regina Elisabetta di York, e di Anna Bolena, che sarà la causa della fine del suo matrimonio. La storia di Anna Bolena era già stata scritta nel volume della Gregory “L'altra donna del re”